# Шосейне (Черняховський район)
Шосейне (рос. Шоссейное) — селище Черняховського району, Калінінградської області Росії. Входить до складу Черняховського міського поселення.
Населення —  23 особи (2015 рік). 

## Населення
| 2002 | 2010 |
| ---- | ---- |
| 23   | →23  |